# Kondition
Kondition er et mål for, hvor effektiv leverancen af ilt til musklerne fungerer, og hvor effektivt musklerne udnytter ilten til energiproduktion (ATP). Bedre kondition indebærer således forandringer både i lungerne, hjertet, blodkarrene og selvfølgelig i musklerne. Hjertet vokser, da det jo er en muskel, så når det bliver større, kommer det til at arbejde mere effektivt og pumpe flere ml blod rundt pr. slag. Der er dog en maksimal puls, der som en tommelfingerregel er på ca. 220 minus personens alder. Hjertet bliver ikke hurtigere, men det kan altså udføre hårdere slag. Blodet reagerer ved, at knoglemarven vil danne flere røde blodlegemer. Normalt har man ca. 5 liter blod i kroppen. Blodforsyningen i musklen forbedres. 
Alt dette sker som følge af superkompensationprincippet. Når man bruger kroppen, slider man på cellerne, og det sker overalt. Først giver det træthed, og man er øm, især omkring leddene. Efter hvile (restitutionsperioden), f.eks. efter en god nats søvn, udbedres ”skaden”, og cellerne opbygges på ny og bliver stærkere. Efter et par dage er kroppen klar igen og er klar til at blive udsat for arbejde. Man siger, at efter en hård gang træning skal musklerne have 48 timers hvile.
Mænd har højere kondital end kvinder, også hvis man korrigerer for kvinders højere fedtmasse end mænds.

## Måling af kondition
Konditionen måles ved at undersøge, hvor mange ml ilt kroppen kan optage pr. minut. Ved at dividere med personens vægt fås konditallet som antal ml O2/kg pr. minut.
Der er to grundlæggende forskellige måder at måle kondition på: Direkte og indirekte test. 
Ved en direkte test bruges avanceret måleudstyr til at måle forskellen i sammensætningen af luften, der bliver indåndet og udåndet under arbejde, og derved findes hvor meget ilt kroppen har brugt til det arbejde, der er blevet udført. 
Ved en indirekte test måles ikke på forsøgspersonens ind- og udåndingsluft, men i stedet på puls, tid og arbejde udført. Indirekte test har flere fejlkilder end direkte test og er ikke så nøjagtige (f.eks. coopertest).

## Betydning af kondital
Konditallet har stor betydning for både sundhed og idræt. Alle elitesportsudøvere har høje kondital, men et højt kondital gør det ikke alene. Konditallet er et udtryk for den maksimale mængde ilt der kan forbrændes, og selv om alle gode maratonløbere har høje kondital, løber de ikke en maraton ved maksimal intensitet. 
Det afgørende for en maratonløber er, hvor meget ilt han kan forbrænde i den tid, det tager ham at løbe en maraton. Hvis man forestiller sig to maratonløbere, hvor den ene har et maksimal iltoptagelse på 70 ml O2/kg/min, men kan kun holde en gennemsnitlig iltoptagelse på 50 ml O2/kg/min, mens den anden maratonløber har en lavere maksimal iltoptagelse på 65 ml O2/kg/min, men i gennemsnit kan holde en iltoptagelse på 55 ml O2/kg/min gennem et maraton. Selv om den anden løber har et lavere kondital, vil han på grund af, at han er i stand til at holde en højere iltoptagelse over længere tid, højst sandsynlig være en hurtigere maratonløber. 
Ved 1500 m løb er der en direkte sammenhæng mellem kondital og tempo .